# باب‌الساعات
باب‌الساعات نام یکی از ورودی‌های شهر دمشق از جانب حلب بوده است که مقام رأس الحسین در کنار آن قرار دارد.

## علت نامگذاری
دروازه‌ ورودی حلب به دمشق در ابتدای عصر اسلام به «باب الحلب» نامگذاری شده بود ولی در زمان اسارت اهل البیت در شام خاندان محمد چند ساعت در ورودی این در منتظر گذاشته شدند تا سپس آنان را وارد قصر یزید اموی کنند و از این رو نام این درب از باب الحلب به باب الساعات تغییر یافت. مرشد عباس چلویی در شعر معروف خود که می گوید: من غم مهر حسین با شیر از مادر گرفتم/روز اول کآمدم دستور تا آخر گرفتم؛ اشاره به باب الساعات داشته و می گوید: بر سر دروازه ساعات ساعت ها نشستم/تا سراغ حضرتش از زینب مضطر گرفتم.(رفیق آدمها، سید محمد سادات اخوی، ص9)

## اسامی دیگر
به باب الساعات، باب جیرون و «باب الکلاسه» و «باب اللبادین» نیز گفته می‌شد. بعدها در قرن ششم هجری ساعتی در کنار این درب الساعات ساخته شد که زمان را نشان می‌داد. 

## سازنده ساعت باب الساعات
سازنده ساعت باب اساعات، محمد بن عبدالکریم مؤید الدین ابوالفضل حارثی دمشقی مهندس بود که در بسیاری از علوم چون هندسه، ریاضی، نجوم و طب استاد بوده است. وی در سال ۵۵۹ هجری درگذشت.

## مکان
باب‌الساعات در شرق مسجد جامع اموی در دمشق قرار دارد و قبه ساعات نیز نزدیک آن است. این منطقه بعدها داخل شهر دمشق قرار گرفت و به محله ساعات نیز نام گذاری شده و این منطقه در کنار آن رأس الحسین قرار دارد.

## منسوبان به باب الساعات
برخی از علمای اسلام، نظیر ابن ساعاتی که ایرانی الاصل است، به این ناحیه منسوب هستند. همچنین افراد ذیل:
- أبو الحسن بهاء الدین علی بن محمد بن علی بن رستم ابن الساعاتی (۵۵۳ - ۶۰۴ هـ / ۱۱۵۸ - ۱۲۰۸ م)
- رضوان بن محمد الساعاتی (ت. ۶۱۸ ه‍ـ / ۱۲۲۱ م) همان ابن ساعاتی معروف.
- أحمد بن علی بن تغلب (أو ثعلب) مظفر الدین ابن الساعاتی (ت. ۶۹۴ هـ / ۱۲۹۵ م)
- أحمد فوزی بن أحمد الساعاتی (ت. نحو ۱۳۴۸ هـ / نحو ۱۹۳۰ م)
- أحمد بن عبد الرحمن بن محمد البنا الساعاتی (ت. بعد ۱۳۷۱ هـ / بعد ۱۹۵۱ م)
- یحیی محمود الساعاتی (و. ۱۹۶۴ م)

## دیگر درهای دمشق
- باب الزیاده
- «باب العنبرانیین» یا همان «باب القوافین»
- باب الناطفین معروف به «باب الفرادیس» و «باب العماره»